# Luís Neto
Luís Carlos Novo Neto  (* 26. Mai 1988 in Póvoa de Varzim) ist ein ehemaliger portugiesischer Fußballspieler und heutiger -trainer.

## Spielerkarriere

### Im Verein
Neto spielte in der Jugend für Varzim SC, den größten Verein seiner Heimatstadt. Zur Saison 2006/07 unterschrieb er bei dem Zweitligisten seinen ersten Profivertrag. Anfangs nur sporadisch eingesetzt, stieg er in der Saison 2010/11 schließlich zum Stammspieler auf. Trotz überzeugender Leistungen konnte Neto jedoch nicht verhindern, dass der Verein am Saisonende in die dritte Liga abstieg. Daraufhin wurde der Abwehrspieler von einigen portugiesischen Erstligisten umworben und wechselte vor Beginn der Saison 2011/12 schließlich auf die Insel Madeira zu Nacional Funchal. Dort erkämpfte sich Neto umgehend einen Stammplatz und bestritt 25 Ligaspiele. Am Ende der Spielzeit zeigten sich sowohl der FC Porto als auch der FC Arsenal an einer Verpflichtung des jungen Portugiesen interessiert. Neto entschied sich jedoch für einen Wechsel in die italienische Serie A und wurde für 1,7 Millionen Euro vom AC Siena unter Vertrag genommen. Auch dort war er in der ersten Saisonhälfte Stammspieler, ehe er im Februar 2013 für rund sechs Millionen Euro erneut Land und Verein wechselte und einen Vertrag bei Zenit St. Petersburg unterschrieb. Mit Zenit gewann er zwei Meister- und einen Pokaltitel. Zur Saison 2019/20 wechselte er zu Sporting Lissabon und kehrte nach Portugal zurück. Dort war der Innenverteidiger fünf Jahre lang aktiv und gewann mit der Mannschaft unter anderem zweimal (2021 und 2024) die portugiesische Meisterschaft, ehe er seine Spielerkarriere im Sommer 2024 beendete.

### In der Nationalmannschaft
Neto spielte für die U20- und U21-Nationalmannschaft seines Heimatlandes. Im Oktober 2012 wurde er von Nationaltrainer Paulo Bento erstmals in die portugiesische A-Nationalmannschaft berufen. Sein Debüt erfolgte am 6. Februar 2013 im Rahmen eines Freundschaftsspiels gegen Ecuador. Mit der Mannschaft nahm er 2014 an der Weltmeisterschaft in Brasilien teil, kam dort während des Turniers jedoch nicht zum Einsatz. Beim Konföderationen-Pokal 2017 kam er im siegreichen Spiel um Platz drei gegen Mexiko zu einem Einsatz. Sein letztes von insgesamt 19 Länderspielen bestritt Neto im Oktober 2018 gegen Schottland; danach wurde er zuletzt im März 2021 noch erneut in den Kader berufen, blieb jedoch ohne weiteren Einsatz.

## Trainerkarriere
Im Sommer 2024 beendete Neto seine Spielerkarriere und wurde kurze Zeit später im November 2024 bei seinem bisherigen Verein Sporting Lissabon in das Trainerteam des neuen Cheftrainers João Pereira aufgenommen.

## Erfolge
- Dritter Platz beim FIFA-Konföderationen-Pokal 2017
- Russischer Meister: 2014/15, 2018/19
- Russischer Pokalsieger: 2015/16
- Russischer Supercupsieger: 2015, 2016
- Portugiesischer Meister: 2020/21, 2023/24